# イリヤ・トカチェンコ
イリヤ・アレクセーエヴィチ・トカチェンコ（ロシア語: Илья́ Алексе́евич Ткаче́нко、ロシア語ラテン翻字: Ilia Alekseevich Tkachenko、1986年12月26日 - ）は、ロシアペルミ出身、イスラエルの男性フィギュアスケート(アイスダンス)選手。パートナーはイザベラ・トバイアス、エカテリーナ・リャザーノワ、マリア・モンコ、アナスタシア・ゴルシュコワ。
2005年世界ジュニア選手権3位。2007年ジュニアグランプリファイナル優勝。

## 経歴
ロシアのペルミに生まれ、5歳のころにスケートを始めた。2002年にアナスタシア・ゴルシュコワとカップルを結成し、2004-2005シーズンよりジュニアグランプリシリーズに参戦を果たした。同シーズンの世界ジュニア選手権では初出場ながら3位となった。2005-2006シーズンにはジュニアグランプリシリーズの2大会で優勝を飾ったものの、ジュニアグランプリファイナルでは2シーズン連続の5位、世界ジュニア選手権でも7位に沈んだ。このシーズンをもってパートナーのゴルシュコワがスケートを引退したためカップルは解散した。
2006年夏、マリア・モンコと新たにカップルを結成。2006-2007シーズンのロシア選手権のジュニアクラスで2位となり世界ジュニア選手権に出場。翌2007-2008シーズンのジュニアグランプリファイナルでは優勝を飾ったが、シーズン終了後にカップルを解消した。
2009-2010シーズンからはエカテリーナ・リャザーノワと組み競技会に復帰した。
2010-2011シーズン、エリック・ボンパール杯で銀メダルを獲得。トカチェンコと組んで、ISU主催の大会において初めてのメダルを獲得をした。ロシア選手権でも初メダルを獲得し、ヨーロッパ選手権に出場した。
2011-2012シーズン、スケートカナダのFDにおいて、「音楽に明確なリズムが無い」という理由で減点を受けた。その後、ピアノでリズムを追加することによってルールに対応した。ロシア選手権には直前に、トカチェンコの肘がリャザーノワの鼻に当たり脳震盪と骨折を起こしたものの出場し、2年連続でメダルを獲得。世界選手権に初選出された。世界選手権ではSDの前に路上レストランで食べたシーフードに当たり体調が良くなかったものの、ミス無く滑りきり9位と健闘した。4月、翌シーズンの準備のためにコーチのアレクセイ・ゴルシュコフと共に、アメリカのマリナ・ズエワとイーゴリ・シュピリバンドの元で練習すると発表した。
2012-2013シーズン、グランプリシリーズのスケートカナダ、エリック・ボンパール杯で2戦連続の3位。ゴールデンスピンで国際大会で初優勝。欧州選手権では自己最高の4位に入った。
2013-2014シーズン、ロシア選手権では4位となり表彰台を逃す。欧州選手権では5位で、出場したロシアのカップルの中では3位となり、ソチオリンピックの代表には選ばれなかった。4月24日、リャザーノワとのカップルの解散を発表した。その後、イザベラ・トバイアスとカップルを再結成し、イスラエルに所属を移した。
2017年4月、マリナ・ズエワへのコーチ変更を発表した。2017-2018シーズンには、出場予定だったグランプリシリーズの出場を辞退した。12月にはイスラエル国籍取得が拒否され、平昌オリンピック出場への道は閉ざされた。
2018年1月29日、トバイアスが引退を発表し、カップルは解散となった。
カップル解散後はズエワの元でコーチ業を始めた。

## 主な戦績

### イスラエル所属
- イザベラ・トバイアスとのカップル

| 大会/年              | 2015-16 | 2016-17 | 2017-18 |
| -------------------- | ------- | ------- | ------- |
| 世界選手権           | 12      | 12      |         |
| 欧州選手権           | 10      | 4       |         |
| GP NHK杯             |         |         | 辞退    |
| GPフランス杯         |         | 5       |         |
| GPスケートアメリカ   |         | 6       |         |
| CSオータムクラシック |         | 4       |         |
| CSタリントロフィー   | 1       | 2       |         |
| CS M.オーナメント    | 2       |         |         |
| CSフィンランディア杯 | 2       |         |         |
| LPインターナショナル | 1       |         |         |

### ロシア所属
- 2005-2006シーズンまではアナスタシア・ゴルシュコワとのカップル
- 2007-2008シーズンまではマリア・モンコとのカップル
- 2013-2014シーズンまではエカテリーナ・リャザーノワとのカップル

| 大会/年                   | 2004-05 | 2005-06 | 2006-07 | 2007-08 | 2009-10 | 2010-11 | 2011-12 | 2012-13 | 2013-14 |
| ------------------------- | ------- | ------- | ------- | ------- | ------- | ------- | ------- | ------- | ------- |
| 世界選手権                |         |         |         |         |         |         | 9       | 11      |         |
| 欧州選手権                |         |         |         |         |         | 6       | 5       | 4       | 5       |
| ロシア選手権              |         |         |         |         | 4       | 2       | 3       | 3       | 4       |
| GPロステレコム杯          |         |         |         |         | 6       |         | 4       |         | 4       |
| GPスケートカナダ          |         |         |         |         |         |         | 5       | 3       | 4       |
| GPエリック杯              |         |         |         |         |         | 2       |         | 3       |         |
| GPスケートアメリカ        |         |         |         |         |         | 5       |         |         |         |
| ゴールデンスピン          |         |         |         |         | 2       |         |         | 1       |         |
| ネーベルホルン杯          |         |         |         |         | 4       | 3       |         |         |         |
| 世界Jr.選手権             | 3       | 7       | 5       | 4       |         |         |         |         |         |
| ロシアJr.選手権           |         |         |         | 2       |         |         |         |         |         |
| JGPファイナル             | 5       | 5       |         | 1       |         |         |         |         |         |
| JGP J.カリー記念          |         |         |         | 1       |         |         |         |         |         |
| JGPウィーン杯             |         |         |         | 2       |         |         |         |         |         |
| JGPバルト杯               |         | 1       |         |         |         |         |         |         |         |
| JGPタリン杯               |         | 1       |         |         |         |         |         |         |         |
| JGPベオグラード・スパロー | 2       |         |         |         |         |         |         |         |         |
| JGPスケートロングビーチ   | 3       |         |         |         |         |         |         |         |         |

### 詳細
| 2017-2018 シーズン    |                                    |    |    |      |
| 開催日                | 大会名                             | SD | FD | 結果 |
| 2017年11月10日 - 12日 | ISUグランプリシリーズNHK杯（大阪） |    |    | 辞退 |

| 2016-2017 シーズン      |                                                                |          |          |           |
| 開催日                  | 大会名                                                         | SD       | FD       | 結果      |
| 2017年3月27日 - 4月2日  | 2017年世界フィギュアスケート選手権（ヘルシンキ）               | 12 66.27 | 12 96.36 | 12 162.63 |
| 2017年1月25日 - 29日    | 2017年ヨーロッパフィギュアスケート選手権（オストラヴァ）       | 5 69.35  | 4 99.94  | 4 169.29  |
| 2016年11月19日 - 25日   | ISUチャレンジャーシリーズ タリントロフィー（タリン）           | 2 71.35  | 2 106.45 | 2 177.80  |
| 2016年11月11日 - 13日   | ISUグランプリシリーズ フランス杯（パリ）                       | 5 63.70  | 5 95.16  | 5 158.86  |
| 2016年10月21日 - 23日   | ISUグランプリシリーズ スケートアメリカ（シカゴ）               | 6 63.33  | 5 98.66  | 6 161.99  |
| 2016年9月29日 - 10月1日 | ISUチャレンジャーシリーズ オータムクラシック（ピエールフォン） | 4 59.36  | 3 90.96  | 4 150.32  |

| 2015-2016 シーズン     |                                                                          |          |          |           |
| 開催日                 | 大会名                                                                   | SD       | FD       | 結果      |
| 2016年3月26日 - 4月3日 | 2016年世界フィギュアスケート選手権（ボストン）                           | 13 60.97 | 12 93.44 | 12 154.41 |
| 2016年1月25日 - 31日   | 2016年ヨーロッパフィギュアスケート選手権（ブラチスラヴァ）               | 7 64.46  | 12 87.21 | 10 151.67 |
| 2015年11月18日 - 22日  | ISUチャレンジャーシリーズ タリントロフィー（タリン）                     | 1 61.90  | 1 98.94  | 1 160.84  |
| 2015年10月15日 - 18日  | ISUチャレンジャーシリーズ モルドヴィアンオーナメント（サランスク）       | 2 65.28  | 2 95.70  | 2 160.98  |
| 2015年10月9日 - 11日   | ISUチャレンジャーシリーズ フィンランディア杯（エスポー）                 | 2 60.04  | 3 90.85  | 2 150.89  |
| 2015年7月30日 - 31日   | 2015年レークプラシッドアイスダンスインターナショナル（レークプラシッド） | 1 56.70  | 1 89.38  | 1 146.08  |

| 2013-2014 シーズン    |                                                        |         |         |          |
| 開催日                | 大会名                                                 | SD      | FD      | 結果     |
| 2014年1月13日 - 19日  | 2014年ヨーロッパフィギュアスケート選手権（ブダペスト） | 5 60.35 | 5 90.09 | 5 150.44 |
| 2013年12月22日 - 27日 | ロシアフィギュアスケート選手権（ソチ）                 | 4 66.60 | 4 97.39 | 4 163.99 |
| 2013年11月22日 - 24日 | ISUグランプリシリーズ ロステレコム杯（モスクワ）       | 3 58.59 | 4 93.77 | 4 152.36 |
| 2013年10月25日 - 27日 | ISUグランプリシリーズ スケートカナダ（セントジョン）   | 4 59.79 | 5 85.77 | 4 145.56 |

| 2012-2013 シーズン    |                                                      |          |          |           |
| 開催日                | 大会名                                               | SD       | FD       | 結果      |
| 2013年3月10日 - 17日  | 2013年世界フィギュアスケート選手権（ロンドン）       | 13 59.52 | 11 90.26 | 11 149.78 |
| 2013年1月23日 - 27日  | 2013年ヨーロッパフィギュアスケート選手権（ザグレブ） | 4 64.52  | 4 93.25  | 4 157.77  |
| 2012年12月24日 - 28日 | ロシアフィギュアスケート選手権（ソチ）               | 5 59.88  | 3 103.99 | 3 163.87  |
| 2012年12月13日 - 16日 | 2012年ゴールデンスピン（ザグレブ）                   | 1 65.96  | 1 95.38  | 1 161.34  |
| 2012年11月16日 - 18日 | ISUグランプリシリーズ エリック・ボンパール杯（パリ） | 3 58.23  | 3 87.80  | 3 146.03  |
| 2012年10月26日 - 28日 | ISUグランプリシリーズ スケートカナダ（ウィンザー）   | 3 55.80  | 3 87.59  | 3 143.39  |

| 2011-2012 シーズン     |                                                            |          |         |          |
| 開催日                 | 大会名                                                     | SD       | FD      | 結果     |
| 2012年3月26日 - 4月1日 | 2012年世界フィギュアスケート選手権（ニース）               | 10 58.19 | 8 86.24 | 9 144.43 |
| 2012年1月23日 - 29日   | 2012年ヨーロッパフィギュアスケート選手権（シェフィールド） | 3 61.34  | 5 90.88 | 5 152.22 |
| 2011年12月24日 - 28日  | ロシアフィギュアスケート選手権（サランスク）               | 3 65.22  | 4 89.49 | 3 154.71 |
| 2011年11月25日 - 27日  | ISUグランプリシリーズ ロステレコム杯（モスクワ）           | 4 55.83  | 5 76.90 | 4 132.73 |
| 2011年10月28日 - 30日  | ISUグランプリシリーズ スケートカナダ（ミシサガ）           | 4 54.94  | 5 77.42 | 5 132.36 |

| 2010-2011 シーズン    |                                                        |         |         |          |
| 開催日                | 大会名                                                 | SD      | FD      | 結果     |
| 2011年1月24日 - 30日  | 2011年ヨーロッパフィギュアスケート選手権（ベルン）     | 5 60.91 | 6 84.14 | 6 145.05 |
| 2010年12月25日 - 29日 | ロシアフィギュアスケート選手権（サランスク）           | 3 62.17 | 2 98.28 | 2 160.45 |
| 2010年11月26日 - 28日 | ISUグランプリシリーズ エリック・ボンパール杯（パリ）   | 2 60.81 | 2 85.98 | 2 146.79 |
| 2010年11月12日 - 14日 | ISUグランプリシリーズ スケートアメリカ（ポートランド） | 5 55.52 | 5 81.62 | 5 137.14 |
| 2010年9月22日 - 25日  | 2010年ネーベルホルン杯（オーベルストドルフ）           | 2 58.31 | 3 83.61 | 3 141.92 |

| 2009-2010 シーズン  |                                                        |         |         |         |          |
| 開催日              | 大会名                                                 | CD      | OD      | FD      | 結果     |
| 2009年12月24日-26日 | ロシアフィギュアスケート選手権（サンクトペテルブルク） | 3 36.68 | 3 57.24 | 4 92.37 | 4 186.29 |
| 2009年12月11日-12日 | 2009年ゴールデンスピン（ザグレブ）                     | 4 30.18 | 3 50.53 | 2 81.97 | 2 162.68 |
| 2009年10月23日-24日 | ISUグランプリシリーズ ロステレコム杯（モスクワ）       | 8 27.89 | 6 47.45 | 6 72.58 | 6 147.92 |
| 2009年9月24日-26日  | 2009年ネーベルホルン杯（オーベルストドルフ）           | 3 31.64 | 4 47.91 | 4 79.33 | 4 158.88 |

| 2007-2008 シーズン   |                                                              |         |         |         |          |
| 開催日               | 大会名                                                       | CD      | OD      | FD      | 結果     |
| 2008年2月25日-3月2日 | 2008年世界ジュニアフィギュアスケート選手権（ソフィア）       | 2 34.99 | 4 53.70 | 4 77.32 | 4 166.01 |
| 2007年1月30日-2月2日 | ロシアジュニアフィギュアスケート選手権（ロストフ・ナ・ドヌ） | 2       | 1       | 2       | 2 179.23 |
| 2007年12月6日-9日    | 2007/2008 ISUジュニアグランプリファイナル（グダニスク）      | 1 33.66 | 1 56.57 | 1 85.49 | 1 175.72 |
| 2007年10月18日-21日  | ISUジュニアグランプリ ジョン・カリー記念（シェフィールド）   | 1 33.08 | 1 56.62 | 1 84.28 | 1 173.98 |
| 2007年9月13日-16日   | ISUジュニアグランプリ ウィーンバルト杯（ウィーン）           | 2 33.00 | 1 53.97 | 2 82.26 | 2 169.23 |

| 2006-2007 シーズン   |                                                                  |         |          |         |          |
| 開催日               | 大会名                                                           | CD      | OD       | FD      | 結果     |
| 2007年2月26日-3月4日 | 2007年世界ジュニアフィギュアスケート選手権（オーベルストドルフ） | 5 31.12 | 10 45.16 | 6 69.09 | 5 145.37 |

| 2005-2006 シーズン  |                                                            |         |         |         |          |
| 開催日              | 大会名                                                     | CD      | OD      | FD      | 結果     |
| 2006年3月6日-12日   | 2006年世界ジュニアフィギュアスケート選手権（リュブリャナ） | 5 31.70 | 9 44.05 | 7 73.41 | 7 149.16 |
| 2005年12月24日-27日 | 2005/2006 ISUジュニアグランプリファイナル（オストラヴァ）  | 4 30.32 | 4 49.06 | 5 72.48 | 5 151.86 |
| 2005年10月13日-16日 | ISUジュニアグランプリ バルト杯（グダニスク）               | 1 34.88 | 1 52.85 | 1 72.01 | 1 159.74 |
| 2005年9月15日-18日  | ISUジュニアグランプリ タリン杯（タリン）                   | 1 35.12 | 1 53.15 | 2 74.83 | 1 163.10 |

| 2004-2005 シーズン   |                                                              |         |         |         |          |
| 開催日               | 大会名                                                       | CD      | OD      | FD      | 結果     |
| 2005年2月28日-3月6日 | 2005年世界ジュニアフィギュアスケート選手権（キッチナー）     | 5 34.58 | 3 55.35 | 4 77.29 | 3 167.22 |
| 2004年12月2日-5日    | 2004/2005 ISUジュニアグランプリファイナル（ヘルシンキ）      | 7 29.55 | 5 45.90 | 5 69.89 | 5 145.34 |
| 2004年9月23日-26日   | ISUジュニアグランプリ ベオグラード・スパロー（ベオグラード） | 2 35.86 | 2 52.70 | 1 80.16 | 2 168.72 |
| 2004年9月9日-23日    | ISUジュニアグランプリ スケートロングビーチ（ロングビーチ）   | 4 31.99 | 3 44.11 | 3 62.50 | 3 138.60 |

## プログラム使用曲
| シーズン  | SD | FD                                                                           | EX                                                                  |
| --------- | --- | ---------------------------------------------------------------------------- | ------------------------------------------------------------------- |
| 2017-2018 | Shape of You 曲：エド・シーラン She Will Be Loved by Rhythms del Mundo Fireball 曲：ピットブル                                                                                | 歌劇『サムソンとデリラ』より 作曲：カミーユ・サン＝サーンス                  |                                                                     |
| 2016-2017 | ブルース：Real Life ヒップホップ：Can't Feel My Face 曲：ザ・ウィークエンド                                                                                                   | パ・ド・ドゥ バレエ『くるみ割り人形』より 作曲：ピョートル・チャイコフスキー | Earned It 曲：ザ・ウィークエンド                                    |
| 2015-2016 | 映画『シンデレラ』サウンドトラックより 作曲：マーク・デイヴィッド、ジェリー・リヴィングストン、アル・ホフマン 映画『シンデレラ』サウンドトラックより 作曲：パトリック・ドイル | だったん人の踊り 歌劇『イーゴリ公』より 作曲：アレクサンドル・ボロディン     |                                                                     |
| 2013-2014 | チャールストン、フォックストロット、クイックステップ：映画『シカゴ』より 作曲：ダニー・エルフマン                                                                             | オペラ座の怪人 作曲：アンドルー・ロイド・ウェバー                            | ヘイ・ユー 作曲：ピンク・フロイド                                   |
| 2012-2013 | マイ・フェア・レディ 作曲：フレデリック・ロウ | 映画『ゴッドファーザー』サウンドトラックより 作曲：ニーノ・ロータ            | ヘイ・ユー 作曲：ピンク・フロイド                                   |
| 2011-2012 | ルンバ：Paxi Ni Ngongo 演奏：ボンガ サンバ：キューバ 演奏：キューバクラブ | ロマンス 映画『吹雪』より 作曲：ゲオルギー・スヴィリードフ                   | テレビドラマ『巨匠とマルガリータ』より 作曲：イーゴリ・コルネリュク |
| 2010-2011 | ワルツ：映画『吹雪』より 作曲：ゲオルギー・スヴィリードフ | ダンソン・ヌーメロ・ドス 作曲：アルトゥーロ・マルケス                        | テレビドラマ『巨匠とマルガリータ』より 作曲：イーゴリ・コルネリュク |